# 장상재
장상재(蔣祥在, 1936년 ~)은 대한민국의 제3대 부산고등법원장 등을 역임한 법조인이다.

## 생애
1936년 경상남도 밀양시에서 태어난 장상재는 부산고등학교를 졸업하고 서울대학교 법학과 4학년에 재학 중이던 1958년 제10회 고등고시 사법과에 합격해 판사에 임용되었다. 
1974년 1월 29일에 임명된 부산지방법원 부장판사와 대구지방법원에서 부장판사로 재직 중이던 1975년 2월 10일 서울민사지방법원 부장판사에 전보되었다가 1980년 8월 20일 임명된 서울고등법원 부장판사 직무대리를 거쳐 서울지방법원 동부지원장과 남부지원장으로 재직하던 1986년 4월 17일에 서울민사지방법원장, 1988년 7월 13일에 서울형사지방법원장으로 임명되어 재직하던 1991년 1월 29일에 부산고등법원장으로 승진하여 임명되었다.
서울형사지방법원장에 재직하던 1989년 9월 19일 국회 국정감사에서 평화민주당 홍영기 의원이 김대중 총재의 국가보안법위반 사건이 수석 부장판사에 배당된 것을 비판하면서 배당 경위를 묻자 "대법원 예규에 따라 배당한다"고 말했다가 "은행알을 돌려 추첨으로 정했다"고 밝혔다.
이만섭 국회의장이 1993년 8월 2일에 여야 원내총무와 협의를 하여 국회 공직자 및 의원 재산등록현황을 보고받고 재산공개 및 심사작업을 하게 될 국회 공직자 윤리위원회 위원으로 임명했다.
경찰위원회 초대 위원장인 허정훈의 임기가 만료된 1994년 7월 30일에 제2대 위원장에 지명되어 8월 16명 임시회의에서 3년 임기의 위원장에 선출되었다.